# Саво Костадиновски
Саво Костадиновски (на македонска литературна норма: Саво Костадиновски) е драматург, романист и разказвач от Северна Македония.

## Биография
Роден е през 1950 година в Горно Ботуше), тогава в комунистическа Югославия. Завършва средно образование. Емигрира в Германия и работи в Кьолн. Член е на Съюза на писателите на Германия и на Дружеството на писателите на Македония от 1989 година.